# Тыкуна
Тыку́на (тикуна, тукуна, магыта) — генетически изолированный язык индейцев-тукуна. Распространён в верховьях Амазонки на стыке трёх стран: Бразилии, Перу и Колумбии. Общее число говорящих достигает почти 49 тысяч человек, из них 32,6 тыс. живут в Бразилии и по 8 тысяч в Перу и Колумбии. Таким образом, в Бразилии тыкуна является индейским языком с самым большим числом говорящих.

## Ареал
В Бразилии язык тыкуна распространён на западе страны, в западной части штата Амазонас, в муниципалитетах Санту-Антониу-ду-Иса, Бенжамин-Констант, Жутаи, Сан-Паулу-ди-Оливенса, Анори, Берури, Тефе, Фонти-Боа, Тонантинс, Табатинга и Аматура.
В Колумбии тыкуна представлен в юго-восточной части департамента Амасонас, в муниципалитете Летисия.
В Перу тыкуна распространён на востоке департамента Лорето в провинции Майнас.

## Генетическая принадлежность
Тыкуна является изолированным языком, хотя есть попытки связать его с вымершим неклассифицированным языком юри (жури) с образованием тыкуна-юрийской семьи. Т. Кауфман (1994:62) считает, что есть определённые лексические свидетельства в пользу такого родства.

## Грамматическая характеристика

### Фонология
|         | передние | средние | задние |
| верхние | i        | ɨ       | u      |
| средние | e        |         | o      |
| нижние  |          | a       |        |

Тыкуна является тоновым языком, причём различающим только регистровые (ровные) тоны, как многие языки Африки и Юго-Восточной Азии. Однако разные исследователи выделяют разное число фонологически значимых тоновых уровней (регистров). Так, Андерсон (1959a, b) и Соарес (1995) описывает в тыкуна пять разных тонов, в то время как М. Э. Монтес-Родригес (1995) выделяет только верхний, нижний и слабый, недовыраженный средний тон.
Вокализм представлен 6-членной треугольной системой. Кроме того, согласно Андерсону в тыкуна выделяются ларингализованные гласные.
Гласный /ɨ/ обычно передаётся через «ü».

### Синтаксис
Для тыкуна характерен следующий порядок слов в предложении: подлежащее — сказуемое — дополнение (SVO). Из адлогов представлены только послелоги.

## Письменность
Алфавит тыкуна: A a, B b, C c, Ch ch, D d, E e, G g, I i, M m, N n, Ñ ñ, Ng ng, O o, P p, Q q, R r, T t, U u, Ü ü, W w, X x, Y y, '. Назализация обозначается тильдой на буквой, ларингализация — чертой под буквой.